# Museo del Pan (Torá)
El Antic Forn de Pa es un edificio de la villa de Torá, en la comarca de la Segarra, provincia de Lérida (España), protegido e inventariado dentro del Patrimonio Arquitectónico Catalán, y en él se encuentra el Museo del Pan de Torá.

## Descripción

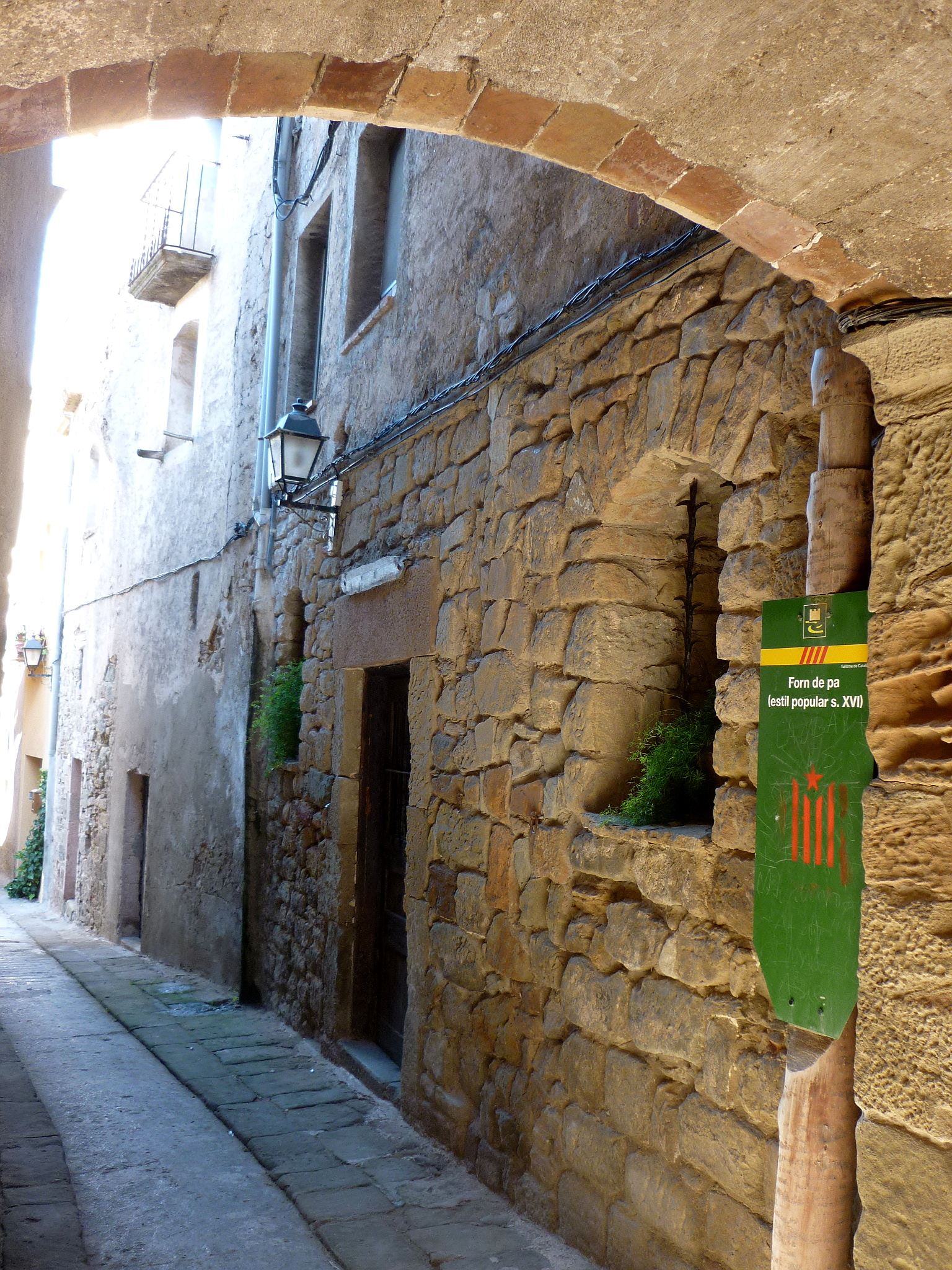
Calle del Forn

Es un edificio de tres plantas construido con piedra en el carrer del Forn (la 'calle del horno'). Los dos pisos superiores presentan viviendas particulares, mientras que los bajos, que es el lugar donde se encuentra el horno, se ha reconvertido en museo. Su fachada está formada de hileras de piedra y en los pisos superiores podemos observar restos de revoco. La puerta central está construida con dintel y al lado una ventana adovelada con arco escarzano a ambos lados. Los pisos superiores presentan tres ventanas rectangulares modernas en cada uno de ellos. Se accede en el edificio por un porche con vuelta y dos arcos escarzanos en los extremos. El Museo está dividido en tres áreas visitables: el horno de leña, el obrador con los enseres de panadero y un área con lás máquinas para moler harina. Los tres aposentos están separados por grandes arcos. Este horno estuvo en funcionamiento hasta el año 1904.

## Historia
El 21 de julio de 1682 Josep Rovira de Calaf, receptor de la vegueria de Segarra paga a la pandilla de Pere Banes de Biosca el arreglo del horno de Torá por el que en paga 30 libras y 12 sueldos. El 2 de octubre de 1684, la viuda de Josep Rovira, receptora de la vegueria de Segarra, paga a Climent Parta Ferrer 3 libras por un golfo de la puerta del bocaje del horno. La universidad de la villa disfruta de la propiedad del horno en dominio y alodio del señor territorial de la villa, el duque de Cardona, libre de todo tipo de árbitros, censo o cualquier otro gravamen. A mediados del siglo XIX y a causa de la Desamortización el gobierno confiscó los bienes del Común de Torá, entre ellos el horno, los ingresos derivados del uso del cual servían para cubrir los gastos municipales. Ramon Alsina i Anyer compra el horno el 1859 y un año después lo vende por 1995 rals de velló, según un acto de Josep Humbert, notario de Guisona, a 37 jefes de familia, los principales del pueblo entre los cuales hay el rector Joan Prat i Roset. Los nuevos propietarios acordaron que los ingresos del horno fueran invertidos en la iluminación pública del pueblo.

## Museo del pan
El Antic Forn de la Vila, reconvertido en Museo del Pan de Torá, es una colección de piezas y enseres propios de la tradición de hacer el pan, así como una muestra de productos elaborados en estas tierras. El año 1979 un grupo de jóvenes voluntarios de la villa limpia y restaura el horno medieval, conocido popularmente como forn de la vila. El mes de mayo de 1983 el APACT condiciona el recinto para poder ser visitado y decide convertirlo en el Museo del Pan de Torà. Desde entonces se hace cargo de la gestión y del mantenimiento de este museo en el cual, permanentemente, se exponen productos elaborados como cocas, monas y panes de todo tipo. También se exhiben piezas y enseres propios de la tradición de hacer el pan como amasadoras, medidores, palas, balanzas o libradores.